# جيل وسط

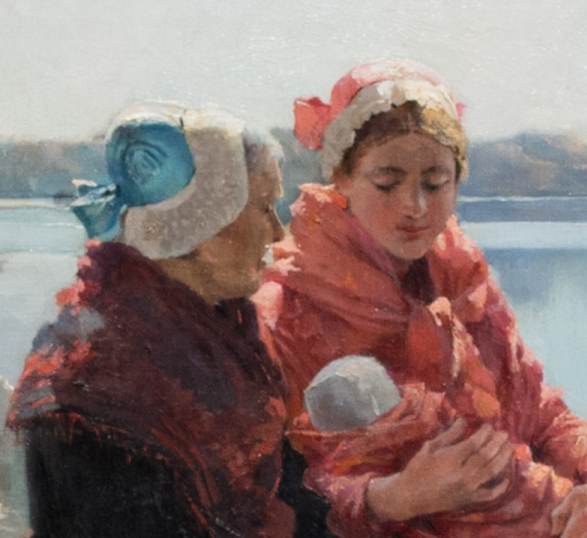
جيل الوسط

الجيل الوسط هو جيل من الأفراد يتولون رعاية كلٍ من آبائهم المسنين وأبنائهم.
وحسب مركز بيو للدراسات، يتولى ما يزيد عن واحد من بين كل ثمانية أمريكيين تتراوح أعمارهم من 40 إلى 60 عامًا تنشئة طفل ورعاية أحد أبويه، بالإضافة إلى تولي عدد يتراوح من 7 إلى 10 ملايين شخص بالغ رعاية آبائهم المسنين من على مسافة بعيدة. وتشير إحصائيات مكتب تعداد الولايات المتحدة إلى أن عدد الأمريكيين البالغين من العمر 65 عامًا أو أكثر سيتضاعف بحلول عام 2030 ليصل إلى أكثر من 70 مليونًا.
صنّفت كارول آبايا السيناريوهات المختلفة التي يكون المرء فيها من الجيل الوسط.
- السيناريو التقليدي: يضم من يرعون أبوين مسنين و/أو يساعدون أبناءهم.
- السيناريو متعدد الأطراف: يضم من هم في الخمسينيات أو الستينيات من العمر، ويرعون أبوين مسنين، وأبناء بالغين، وأحفادًا، أو من هم في الثلاثينيات أو الأربعينيات، ويرعون أبناء صغار السن، وأبوين مسنين، وأحفادًا.
- السيناريو المفتوح: يضم أي شخص آخر يتولى رعاية أفراد مسنين.[1]

ولقد ضم قاموس ميريام ويبستر هذا المصطلح إليه في يوليو 2006.
وترجع صياغة هذا المصطلح إلى دوروثي أيه ميلر التي وضعته في عام 1981.

## وصلات خارجية
- Dealing with the Perfect Storm